# Le Mung
Le Mung ist eine französische Gemeinde mit 313 Einwohnern (Stand: 1. Januar 2022) im Département Charente-Maritime in der Region Nouvelle-Aquitaine (vor 2016: Poitou-Charentes); sie gehört zum Arrondissement Saint-Jean-d’Angély und zum Kanton Saint-Jean-d’Angély. Die Einwohner werden Méléduniens und Méléduniennes genannt.

## Geographie
Le Mung liegt etwa 52 Kilometer südöstlich von La Rochelle an der Charente, die die nördliche und östliche Gemeindegrenze bildet. Umgeben wird Le Mung von den Nachbargemeinden Saint-Savinien im Norden und Osten, Crazannes im Süden und Südosten sowie Geay im Osten und Südosten.
Durch die Gemeinde führt die Autoroute A837.

## Bevölkerungsentwicklung
| Jahr                       | 1962 | 1968 | 1975 | 1982 | 1990 | 1999 | 2006 | 2018 |
| Einwohner                  | 202  | 223  | 198  | 253  | 275  | 264  | 263  | 301  |
| Quellen: Cassini und INSEE |      |      |      |      |      |      |      |      |

## Sehenswürdigkeiten
- Kirche Notre-Dame  de la Nativité aus dem 12. Jahrhundert
- Schloss aus dem 14. Jahrhundert

Siehe auch: Liste der Monuments historiques in Le Mung

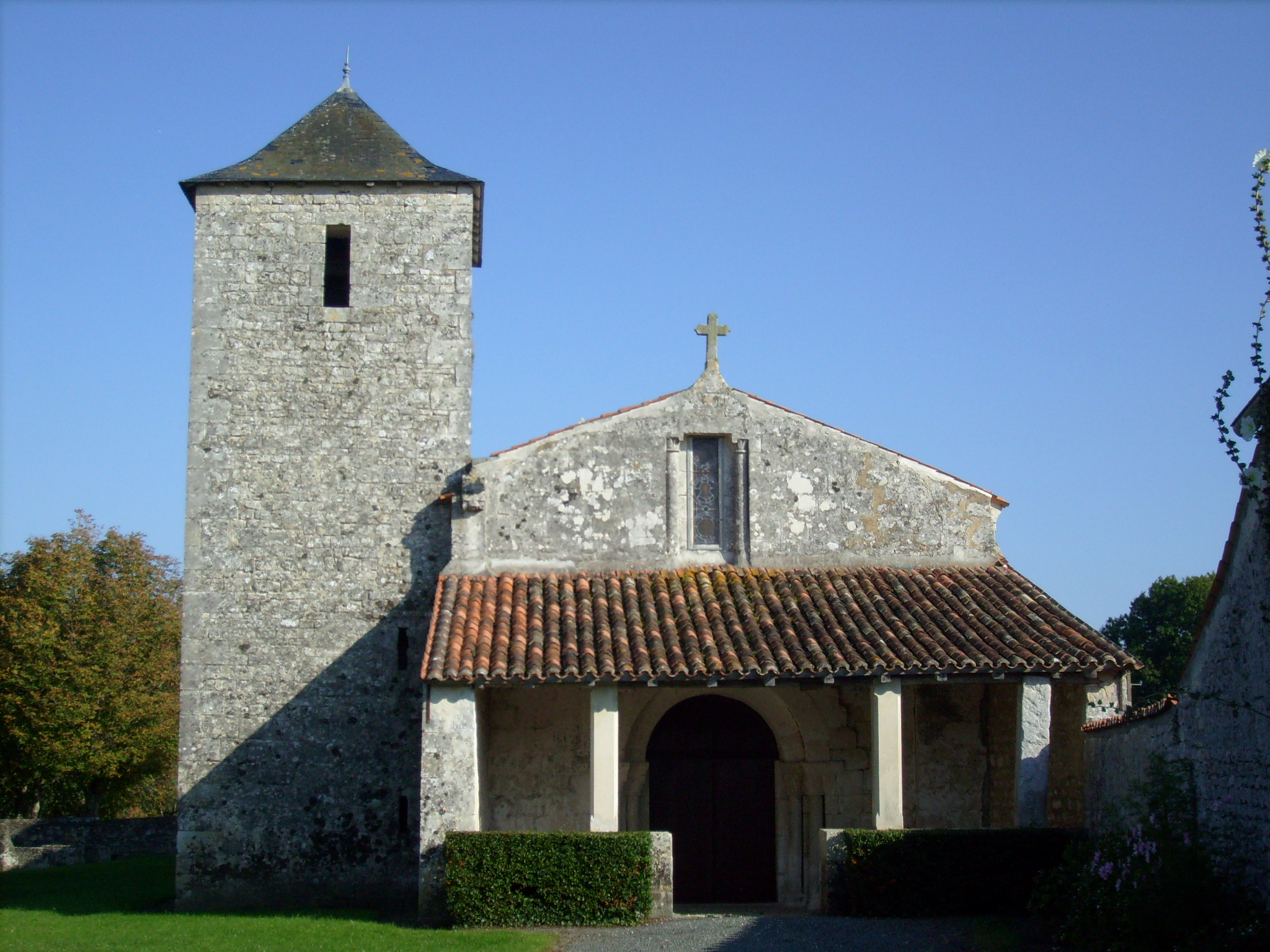
Kirche Notre-Dame de la Nativité